# Андреяновски острови
Андреяновските острови (на английски: Andreanof Islands; на руски: Андреяновские острова) са група острови от Алеутския архипелаг, разположени между Тихия океан на юг и Берингово море на север, съставна част на американския щат Аляска. Разположени са между групите острови Плъхови на запад и Лисичи на изток, като протокът Амчитка ги отделя от първите, а протокът Самалга – от вторите и се простират на около 450 km по паралела. Състоят се общо от 54 вулканични острова и множество малки скали, обособени в 3 групи: островите Деларов на запад, същинските Андреяновски острови в средата и Четирисопочните острови на изток.
- Острови Деларов – съставени са от 11 острова с обща площ 165 km², най-големите от които са: Горелий (67 km²), Амактигнак (37 km²), Улак (35 km²), Уналга (29 km²).
- Същински Андреяновски острови – съставени са от 35 острова с обща площ 3559 km², най-големите от които са: Атка (1048 km²), Адак (711 km²), Танага (530 km²), Амля (446 km²), Канага (369 km²), Сигуам (207 km²), Кагаласка (164 km²), Голям Ситкин (160 km²).
- Четирисопочни острови – състоят се от 8 острова с обща площ 546 km²: Юнаска (173 km²), Чугинадак (166 km²), Амукта (75 km²), Чугулак, Хърбърт, Карлайл, Улиага и Кагамил.

Бреговете им са високи, стръмни, а релефът предимно планински. На Андреяновските острови има 8 действащи вулкана. Най-високата точка е вулканът Танага (1806 m), издигащ се на едноименния остров. Растителността е представена от субарктични пасища и хвойна. Обитават се от полярни лисици, а крайбрежните води са богати на треска и калкан. През 2000 г. на островите живеят 412 души в единственото селища на остров Адак. Островите са открити и първично описани в периода 1760 – 64 г. от руския ловец на морски животни с ценни кожи Андриян Толсих, който през 1761 г. ги наименува по името на своя кораб „Андреян“.